# Danaea vivax
Danaea vivax är en kärlväxtart som beskrevs av Christenh. och Tuomisto. Danaea vivax ingår i släktet Danaea, och familjen Marattiaceae. Inga underarter finns listade i Catalogue of Life.